# Blackmail
Blackmail (Brasil: Chantagem e confissão / Portugal: Chantagem) é um filme britânico de 1929, do gênero suspense, dirigido por Alfred Hitchcock. O filme é baseado em peça teatral de Charles Bennett.
Inicialmente a produção do filme começou com ele mudo, mas foi reformulado no meio das gravações se tornando o primeiro filme sonoro realizado no Reino Unido, e o primeiro filme sonoro da carreira de Alfred Hitchcock.

## Sinopse
Por volta de 1920, em Londres, mulher mata acidentalmente um pintor que tentava estuprá-la. Ela e seu noivo, que é o policial da Scotland Yard encarregado das investigações, passam a ser chantageados por um homem que testemunhou o crime.

## Elenco
- Anny Ondra .... Alice White
- Sara Allgood .... Sra. White
- Charles Paton ....  Sr. White
- John Longden ....  detetive Frank Webber
- Donald Calthrop ....  Tracy
- Cyril Ritchard ....  Sr. Crewe (o pintor)
- Hannah Jones ....  Sra. Humphries (the landlady)
- Harvey Braban ....  Inspetor Chefe
- Alfred Hitchcock .... homem no metrô